# Tri martolod

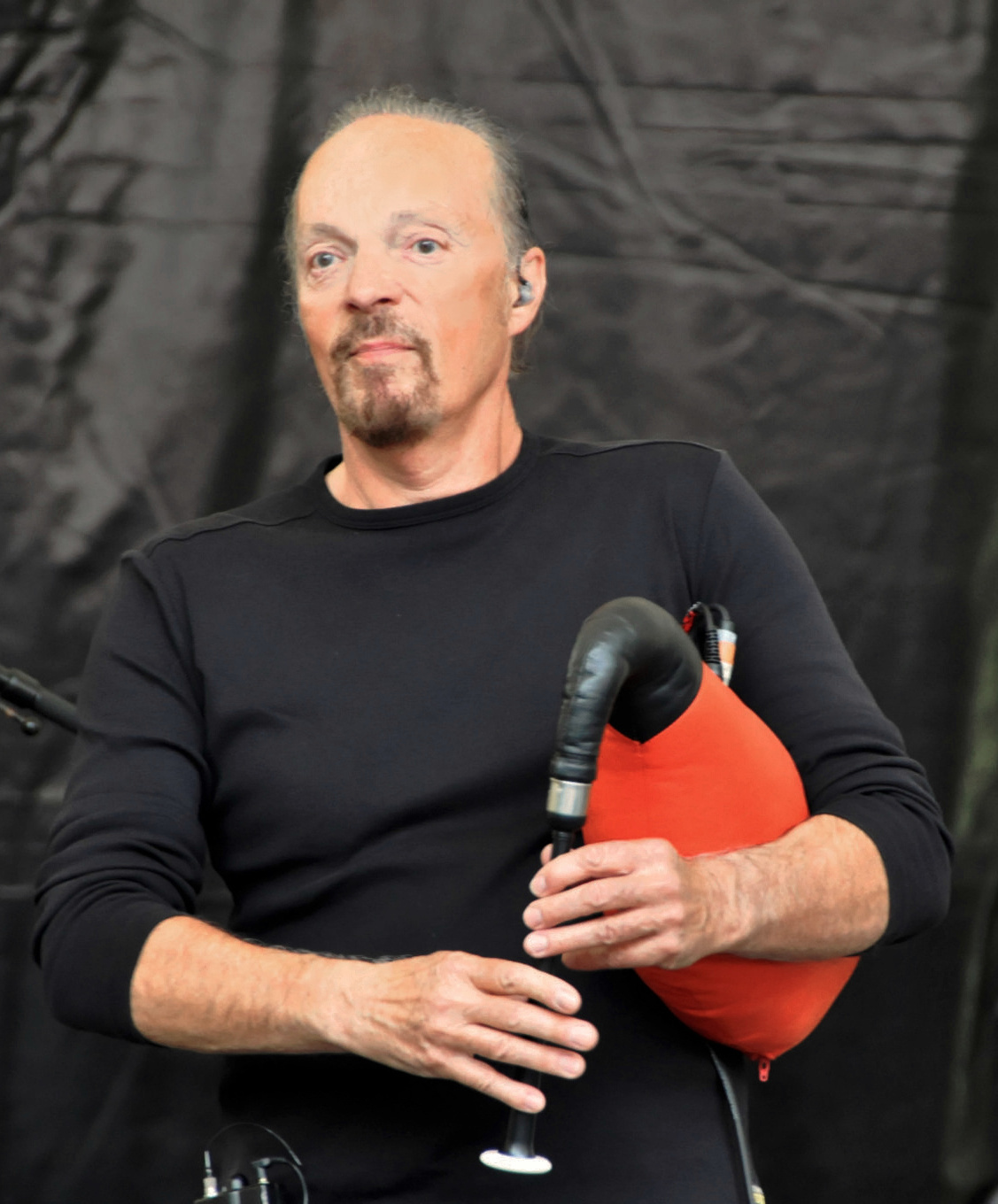
Alan Stivell.

«Tri martolod» (en español: «Tres marineros») es una canción tradicional bretona cuyo origen se remonta al siglo XVIII, protagonizada por tres jóvenes marineros que embarcan en dirección a Terranova. Fue popularizada por Alan Stivell.

## Otros intérpretes
- Tri Yann en su primer álbum Tri Yann an Naoned, de 1972.
- Yann-Fañch Kemener en su álbum Enez eusa, de 1995.
- Manau se inspiran en este tema en su tema La tribu de Dana, del álbum Panique Celtique, de 1998.
- Gérard Jaffrès en su álbum Viens dans ma maison, de 2003.
- Eluveitie utiliza parte de la melodía en su canción «Inis Mona», del álbum Slania.
- Nolwenn Leroy en su álbum Bretonne, de 2010.
- Santiano en su primer álbum Bis ans Ende der Welt, de 2012.
- Faitissa en su primer álbum Terra aviatica, de 2014.
- Dr. Peacock se inspira en este tema en su tema Tri Martolod, de agosto de 2020.